# Michel Gravel
Pour les articles homonymes, voir Gravel et Michel Gravel (homonymie).
Michel Gravel (4 août 1939 à Montréal au Québec - ) est un homme d'affaires, chef d'entreprise et homme politique fédéral du Québec.

## Biographie
Il devint député du Parti progressiste-conservateur dans la circonscription de Gamelin en remportant sur sa plus proche rivale, la libérale et future lieutenant-gouverneur Lise Thibault. Il ne se représenta pas aux élections de 1988.